# اباو
اباو (به لاتین: Abaw) در میانمار است که در Mawlamyine District واقع شده‌است.